# Râul Vizunoaia
Râul Vizunoaia este un afluent al râului Râșcuța. 

## Hărți
- Harta județului Suceava